# Leichtathletik-Weltmeisterschaften 2023/Teilnehmer (Slowakei)
| Goldmedaillen | Silbermedaillen | Bronzemedaillen |
| ------------- | --------------- | --------------- |
| —             | —               | —               |

Der Leichtathletikverband der Slowakei nahm an den Leichtathletik-Weltmeisterschaften 2023 in Budapest teil. Neun Athletinnen und Athleten wurden vom slowakischen Verband nominiert.

## Ergebnisse

### Männer

#### Laufdisziplinen
| Athlet        | Disziplin   | Vorlauf | Vorlauf | Halbfinale | Halbfinale | Finale       | Finale |
| Athlet        | Disziplin   | Zeit    | Platz   | Zeit       | Platz      | Zeit         | Platz  |
| ------------- | ----------- | ------- | ------- | ---------- | ---------- | ------------ | ------ |
| Ján Volko     | 100 m       | 10,25 s | 07      | DNQ        | DNQ        | –            | –      |
| Ján Volko     | 200 m       | 20,69 s | 05      | DNQ        | DNQ        | –            | –      |
| Dominik Černý | 20 km Gehen |         |         |            |            | 1:23:42 h PB | 34     |
| Dominik Černý | 35 km Gehen |         |         |            |            | 2:32:56 h PB | 19     |
| Michal Morvay | 35 km Gehen |         |         |            |            | DQ           | DQ     |

### Frauen

#### Laufdisziplinen
| Athletin          | Disziplin    | Vorlauf     | Vorlauf | Halbfinale | Halbfinale | Finale       | Finale |
| Athletin          | Disziplin    | Zeit        | Platz   | Zeit       | Platz      | Zeit         | Platz  |
| ----------------- | ------------ | ----------- | ------- | ---------- | ---------- | ------------ | ------ |
| Gabriela Gajanová | 800 m        | 2:00,39 min | 07      | DNQ        | DNQ        | –            | –      |
| Viktória Forster  | 100 m Hürden | 13,47 s     | 08      | DNQ        | DNQ        | –            | –      |
| Hana Burzalová    | 35 km Gehen  |             |         |            |            | 3:02:47 h SB | 28     |
| Ema Hačundová     | 35 km Gehen  |             |         |            |            | 3:05:43 h SB | 31     |
| Mária Czaková     | 35 km Gehen  |             |         |            |            | 3:01:53 h PB | 25     |

#### Sprung/Wurf
| Athletin         | Disziplin  | Qualifikation | Qualifikation | Finale     | Finale |
| Athletin         | Disziplin  | Weite/Höhe    | Platz         | Weite/Höhe | Platz  |
| ---------------- | ---------- | ------------- | ------------- | ---------- | ------ |
| Martina Hrašnová | Hammerwurf | 66,28 m       | 34            | DNQ        | DNQ    |